# Georthocladius fimbriosus
Georthocladius fimbriosus är en tvåvingeart som beskrevs av Ole Anton Saether och James E. Sublette 1983. Georthocladius fimbriosus ingår i släktet Georthocladius och familjen fjädermyggor.
Artens utbredningsområde är Tennessee. Inga underarter finns listade i Catalogue of Life.